# Фердинанд Баварски (1550 – 1608)
Фердинанд Баварски (на немски: Ferdinand von Bayern; * 20 януари 1550, Ландсхут; † 30 януари 1608, Мюнхен) е принц на Бавария, генерал и основател на Вителсбахската странична линия на графовете на Вартенберг.

## Живот
Той е по-малкият син на баварския херцог Албрехт V (1528 – 1579) и ерцхерцогиня Анна Австрийска (1528 – 1590), втората дъщеря на император Фердинанд I.
Фердинанд не става духовник, а командир на баварската войска от 5000 души и води успешната Кьолнска война от 1583 до 1584 г. През 1584 г. Фердинанд напада Годесберг и завладява Бон. Така той успява да постави по-малкият си брат Ернст (1554 – 1612) като курфюрст на Кьолн.
На 26 декември 1588 г. Фердинанд се жени, против волята на фамилията му, в морганатичен брак, за Мария Петембек (1573 – 1619), 15-годишната дъщеря на Георг фон Петембек, съдия в Хааг в Горна Бавария, и Фелицитас Симон. Той се отказва от претенции за трона.
През 1602 г. по-големият му брат Вилхелм V издига неговите деца на графини и графове на Вартенберг. Тази линия, наричана и „Фердинандска линия“, свършва по мъжка линия през 1736 г.
Фердинанд подарява църквата „Св. Николаус от Толентино и Св. Себастиан“ в Мюнхен.
Той умира в Мюнхен, където живее с фамилията си в палат на пазара. Погребан е в църквата Фрауенкирхе в Мюнхен, а сърцето му в основаната от него църква.

## Деца
Фердинанд Баварски и Мария Петембек имат 16 деца:
- Мария Максмилиана (1589 – 1638), монахиня
- Мария Магдалена (1590 – 1620), монахиня
- Франц Вилхелм (1593 – 1661), кардинал, княжески епископ на Регенсбург, Ферден и Минден
- Мария Анна (1594 – 1629), монахиня
- Себастиан (1595 – 1596)
- Ернст (1596 – 1597)
- Фердинанд (1597 – 1598)
- Мария Елизабет (1599 – 1600)
- Мария Рената (1600 – 1643), монахиня
- Албрехт (1601 – 1620)
- Максимилиан (1602 – 1679), йезуит
- Ернст Бенно (1604 – 1666):∞ 1628 графиня Ефросине Сибиле фон Хоенцолерн (1607 – 1636)
- Мария Катарина (1605 – 1606)
- Фердинанд Лоренц (1606 – 1666), ∞ I. Анна Юлиана фон Даксберг (1611 – 1650); ∞ II. 1651 Мария Клаудия фон Йотинген-Валерщайн (1632 – 1663)
- Мария Клара (1608 – 1652), монахиня и абатиса в Краков